# يوجين بارك
يوجين بارك (بالإنجليزية: Eugene Park)‏ هو عازف كمان أمريكي، ولد في 14 سبتمبر 1975.

## وصلات خارجية
- يوجين بارك على موقع ميوزك برينز (الإنجليزية)